# Museo del castello Rosso
Il Museo del castello Rosso (in inglese Red Castle Museum; in arabo متحف السرايا الحمراء‎?, Assaraya Alhamra Museum) è un museo archeologico ed etnografico statale di Tripoli sito nel castello Rosso.
Il museo fu inaugurato nel 1919 dopo l'invasione italiana della Libia, venendo riorganizzato più volte: nel 1930 le collezioni, prevalentemente a tema archeologico, furono riordinate dall'archeologo Giacomo Guidi, che espanse lo spazio espositivo; sotto l'amministrazione alleata intorno al 1948 diversi musei furono trasferiti negli ambienti del castello; dopo l'indipendenza libica è stato ulteriormente riorganizzato, in collaborazione con l'UNESCO, per esporre la storia libica dalla preistoria all'indipendenza del 1953.
Dopo lo scoppio della prima guerra civile libica nel 2011 il museo è stato chiuso.

## Storia
Il museo è stato fondato nel 1919, quando gli italiani in Libia convertirono in museo una sezione del castello per ospitare molti dei reperti archeologici sparsi in tutto il Paese sin dalla preistoria. La piazza intorno al castello è stata progettata negli anni 1930 dall'architetto Florestano Di Fausto.
Quando gli inglesi occuparono la Libia durante la seconda guerra mondiale, il museo occupò l'intero complesso del castello e nel 1948 fu ribattezzato The Libyan Museum. Il museo ha riaperto al pubblico nel 1988, ribattezzato Assaraya Alhamra Museum – Red Castle Museum, con strutture "all'avanguardia".
Nel 2011 il museo è stato chiuso per problemi di sicurezza in seguito alla guerra civile libica e ai successivi disordini. Il museo è rimasto chiuso a partire dal 2020. Durante la guerra del 2011, i ribelli entrarono nel museo e alcuni oggetti appartenenti a Muammar Gheddafi furono danneggiati. Gli oggetti di maggior valore sono stati tenuti al sicuro in un altro luogo dal personale del museo. I restanti oggetti relativi a Gheddafi furono messi in deposito dallo staff.

## Collezioni
Il museo è stato progettato per l'esposizione delle diverse collezioni:
- Preistoria della regione libica;
- Antiche tribù e tradizioni libiche: i berberi del Maghreb, Garamanti, Tuareg e altri;
- Cultura libica durante l'epoca fenicia, punica, greca, romana, bizantina e Tripolitania ottomana;
- Architettura islamica;
- Libia italiana, seconda guerra mondiale, indipendenza libica ed eredità libica del XX secolo;
- Storia naturale della regione libica.